# Diocesi di Acquapendente
La diocesi di Acquapendente (in latino Dioecesis Aquipendiensis) è una sede soppressa e sede titolare della Chiesa cattolica.

## Territorio
La diocesi comprendeva l'estrema parte settentrionale del Lazio e si estendeva sui comuni viterbesi di Acquapendente, Onano, Proceno, Canino, Cellere, Farnese e Ischia di Castro.
Sede vescovile era la città di Acquapendente, dove fungeva da cattedrale la basilica del Santo Sepolcro, oggi concattedrale della diocesi di Viterbo.
Patrono della diocesi era Sant'Ermete, martire romano.

### Parrocchie
Al momento della soppressione la diocesi era costituita da 16 parrocchie:
- Acquapendente: Santo Sepolcro, San Lorenzo martire, Santa Maria Assunta (Torre Alfina), Natività di Maria Santissima (Trevinano);
- Canino: Santi Giovanni e Andrea apostoli, Nostra Signora della Neve e Sant'Antonio abate, San Francesco, Immacolata Concezione (Roggi);
- Cellere: Santa Maria Assunta, San Sigismondo (Pianiano);
- Farnese: Santissimo Salvatore;
- Ischia di Castro: Sant'Ermete martire, San Rocco;
- Onano: Santa Croce;
- Proceno: Santissimo Salvatore, San Giovanni Battista (Centeno).

## Storia
La diocesi fu eretta il 13 settembre 1649 da papa Innocenzo X con la bolla In supremo militantis a seguito della soppressione della diocesi di Castro e del trasferimento dei diritti episcopali dall'antica sede di Castro ad Acquapendente, città che contestualmente venne sottratta alla diocesi di Orvieto.
La scelta di Acquapendente come nuova sede vescovile fu agevolata dal fatto che fin dal 1542 i vescovi di Castro erano stati nominati da papa Paolo III abati commendatari dell'abbazia del Santo Sepolcro di Acquapendente. Eretta la diocesi, la cittadinanza acquistò e offrì al vescovo come sua nuova residenza il palazzo Oliva, oggi sede del museo civico diocesano e dell'archivio storico delle diocesi di Acquapendente e di Castro.
Il territorio della diocesi comprendeva originariamente tutto l'ex ducato di Castro: Ischia di Castro, Farnese, Canino, Cellere, Pianiano (oggi frazione di Cellere), Manciano e Capalbio. Nell'aprile del 1785 la diocesi cedette Manciano e Capalbio alla diocesi di Sovana, ottenendone in cambio Proceno e Onano. Da questo momento il territorio si trovò diviso in due dalla diocesi di Montefiascone: da una parte Acquapendente, Proceno e Onano, dall'altra Canino, Cellere, Ischia, Farnese e il castello di Pianiano.
Primo vescovo fu Pompeo Mignucci, già vescovo di Ragusa in Dalmazia, che consacrò la nuova cattedrale nel 1654, come attesta una lapide murata all'interno della chiesa. Dal 1651 il capitolo della cattedrale era costituito da un arcidiacono, un arciprete e 11 canonici, che divennero 12 nel 1743.
In diocesi operavano diverse confraternite, soprattutto ad Acquapendente, dove v'erano: la confraternita di Sant'Antonio Abate, attestata fin dal 1434; la confraternita della Santissima Trinità, presente almeno dal 1510, unita nel 1648 a quella dei Santi Sebastiano e Rocco; le tre confraternite, unite dal 1652, della Misericordia, del Santissimo Crocifisso e di Santo Stefano (o delle Anime del Purgatorio); la confraternita dell'Orazione e Morte, istituita nel 1538. Nella città episcopale esiste anche un monastero di clarisse, fondato nel 1333, dipendente direttamente dal vescovo.
Si deve al vescovo Nicolò Leti la fondazione, il 21 aprile 1658, del Monte di pietà di Acquapendente, sottomesso alla esclusiva giurisdizione vescovile; l'istituto, con alterne vicende, rimase attivo fino al 1946, quando fu messo in liquidazione.
Fin dal 1406 esisteva ad Acquapendente un ospedale. Nel 1692 il vescovo Alessandro Fedeli trasferì in altri locali l'ospedale, e nel vecchio edificio istituì il seminario diocesano San Giuseppe, che poté mantenersi con le cospicue rendite dell'ospedale e con i benefici di alcune confraternite che vennero per l'occasione soppresse. Il seminario ebbe alterne vicende, e per diversi periodi fu chiuso, soprattutto dal 1770 al 1820.
Il 12 novembre 1926 Tranquillo Guarneri fu nominato anche vescovo di Bagnoregio, mantenendo unite in persona episcopi le due diocesi fino alla sua morte nel 1937.
Il 14 giugno 1951 la Santa Sede effettuò un'altra unione in persona episcopi con Luigi Boccadoro, nominato vescovo di Acquapendente e di Montefiascone; l'8 giugno 1970 lo stesso vescovo fu nominato anche vescovo di Viterbo e Tuscania ed abate di San Martino al Cimino e l'anno successivo amministratore apostolico della diocesi di Bagnoregio. In questo modo nella persona dello stesso vescovo furono unite tutte le sedi episcopali dell'Alto Lazio, primo passo verso l'unione definitiva di tutte le diocesi. Luigi Boccadoro, ultimo vescovo di Acquapendente, trasferì la propria residenza a Viterbo dal 1970.
Il 24 marzo 1973 i territori delle frazioni aquesiane di Torre Alfina e di Trevinano passarono dalle diocesi di Orvieto e di Città della Pieve alla diocesi di Acquapendente in virtù del decreto Quo facilius della Congregazione per i vescovi.
La diocesi di Acquapendente fu soppressa, assieme alle altre, da papa Giovanni Paolo II il 27 marzo 1986, con la bolla Qui non sine, e il suo territorio aggregato alla diocesi di Viterbo.
Dal 16 febbraio 1991 Acquapendente è annoverata fra le sedi vescovili titolari della Chiesa cattolica; dal 19 giugno 2017 il vescovo titolare è Enrique Martínez Ossola, vescovo ausiliare di Santiago del Estero.

## Cronotassi

### Vescovi
- Pompeo Mignucci, O.S.H. † (10 gennaio 1650 - ottobre 1654 deceduto)
- Nicolò Leti † (14 giugno 1655 - prima del 1º ottobre 1674 dimesso)
- Lodovico Magni, O.F.M.Conv. † (1º ottobre 1674 - 1680 deceduto)
- Gian Lorenzo Castiglioni † (9 dicembre 1680 - 5 agosto 1682 deceduto)
- Giambattista Febei † (12 luglio 1683 - 14 aprile 1688 deceduto)
- Alessandro Fedeli † (17 aprile 1690 - 20 febbraio 1696 nominato vescovo di Jesi)
- Nicolò Nardini † (21 maggio 1696 - luglio 1697 deceduto)
- Ambrosio Angelini † (20 novembre 1697 - 9 dicembre 1710 dimesso)
- Bernardino Egidio Recchi † (26 gennaio 1711 - febbraio 1728 deceduto)
- Ferdinando Agostino Bernabei, O.P. † (12 aprile 1728 - 23 dicembre 1729 nominato vescovo di Osimo e Cingoli)
- Simone Gritti † (23 dicembre 1729 - 25 novembre 1743 dimesso)
  - Sede vacante (1743-1746)
- Bernardo Bernardi, O.F.M.Conv. † (28 novembre 1746 - 31 ottobre 1758 deceduto)
- Giandomenico Santucci † (22 novembre 1758 - 4 giugno 1763 deceduto)
- Clemente Maria Bardini, O.S.B.Vall. † (18 luglio 1763 - 4 luglio 1790 deceduto)
  - Sede vacante (1790-1794)
- Paolo Bartoli † (21 febbraio 1794 - 23 dicembre 1801 nominato vescovo di Città di Castello)
- Florido Pierleoni † (20 settembre 1802 - 29 dicembre 1829 deceduto)
- Nicola Belletti † (15 marzo 1830 - 19 giugno 1843 nominato vescovo di Foligno)
- Felicissimo Salvini † (19 giugno 1843 - 12 aprile 1847 nominato arcivescovo di Camerino)
- Giovanni Battista Pellei † (14 giugno 1847 - 22 novembre 1877 dimesso)
- Concetto Focaccetti † (15 luglio 1878 - 14 maggio 1887 dimesso)
- Gisleno Veneri † (23 maggio 1887 - 15 dicembre 1919 ritirato)
- Tranquillo Guarneri † (8 marzo 1920 - 21 luglio 1937 deceduto)
- Giuseppe Pronti † (17 marzo 1938 - 1º gennaio 1951 nominato vescovo di Nocera Umbra e Gualdo Tadino)
- Luigi Boccadoro † (14 giugno 1951 - 27 marzo 1986 nominato vescovo di Viterbo)

### Vescovi titolari
- Jan Styrna † (22 giugno 1991 - 2 agosto 2003 nominato vescovo di Elbląg)
- Renato Boccardo (29 novembre 2003 - 16 luglio 2009 nominato arcivescovo di Spoleto-Norcia)
- Pietro Parolin (17 agosto 2009 - 22 febbraio 2014 nominato cardinale presbitero dei Santi Simone e Giuda Taddeo a Torre Angela)
- Fabio Fabene (8 aprile 2014 - 28 febbraio 2017 nominato vescovo titolare di Montefiascone)
- Enrique Martínez Ossola, dal 19 giugno 2017

## Statistiche
| anno | popolazione | popolazione | popolazione | presbiteri | presbiteri | presbiteri | presbiteri                | diaconi | religiosi | religiosi | parrocchie |
| anno | battezzati  | totale      | %           | numero     | secolari   | regolari   | battezzati per presbitero | diaconi | uomini    | donne     | parrocchie |
| ---- | ----------- | ----------- | ----------- | ---------- | ---------- | ---------- | ------------------------- | ------- | --------- | --------- | ---------- |
| 1950 | 22.790      | 22.800      | 100,0       | 35         | 27         | 8          | 651                       |         | 11        | 91        | 14         |
| 1957 | 22.830      | 22.845      | 99,9        | 32         | 26         | 6          | 713                       |         | 8         | 86        | 12         |
| 1970 | ?           | 20.763      | ?           | 25         | 20         | 5          | ?                         |         | 6         | 83        | 11         |
| 1980 | 19.744      | 19.814      | 99,6        | 20         | 15         | 5          | 987                       |         | 5         | 64        | 14         |